# Lasiopogon lavignei
Lasiopogon lavignei là một loài ruồi trong họ Asilidae. Lasiopogon lavignei được Cannings miêu tả năm 2002. Loài này phân bố ở vùng Tân Bắc giới.